# Stenodema trispinosa
Stenodema trispinosa – gatunek pluskwiaka z podrzędu różnoskrzydłych i rodziny tasznikowatych.
Gatunek ten opisany został po raz pierwszy w 1904 roku przez Odo Morannala Reutera. Należy do podrodzaju Brachystria wraz z S. calcarata i S. pilosa.
Pluskwiak o wydłużonym ciele barwy zielonej lub słomkowej. Samce osiągają od 7,1 do 8 mm, a samice od 7,6 do 8,8 mm długości ciała. Nie krótszą niż szeroką głowę cechuje podłużne wcięcie pośrodku ciemienia, przylegające do obrączki apikalnej oczy i półtora raza dłuższy od szerokości przedplecza drugi człon czułków. Powierzchnia tarczki jest punktowana. Półpokrywy mają zakrywkę z dwoma dobrze widocznymi komórkami w użyłkowaniu. Odnóża mają stopy o pierwszym członie nieco krótszym niż dwa następne razem wzięte. Tylną parę odnóży cechuje obecność trzech ostróg {zębów) na udach.
Tasznikowaty ten jest fitofagiem, żerującym na różnych trawach. Pożywia się głównie na kwiatostanach, gdzie przekłuwa zalążnie i niedojrzałe owoce, często prowadząc do zniszczenia bielma.
Owad w Europie znany z Francji, Wielkiej Brytanii, Belgii, Holandii, Niemiec, Danii, Szwecji, Norwegii, Finlandii, Estonii, Łotwy, Litwy, Polski, Rumunii i Rosji. W Polsce stwierdzono go na nielicznych stanowisk na południu i północy kraju.